# Temporada 1999-2000 de los Cleveland Cavaliers
La temporada 1999-2000 fue la vigesimonovena de los Cleveland Cavaliers en la NBA. La temporada regular acabó con 32 victorias y 50 derrotas, ocupando el undécimo puesto de la conferencia Este, no logrando clasificarse para los playoffs.

## Elecciones en elDraft
| Ronda | Puesto | Jugador        | Posición | Nacionalidad   | Universidad/Club |
| ----- | ------ | -------------- | -------- | -------------- | ---------------- |
| 1     | 8      | Andre Miller   | Base     | Estados Unidos | Utah             |
| 1     | 11     | Trajan Langdon | Escolta  | Estados Unidos | Duke             |
| 2     | 39     | AJ Bramlett    | Pívot    | Estados Unidos | Arizona          |

## Temporada regular
| División Central    | División Central | División Central | División Central | División Central | División Central | División Central | División Central | División Central |
| Equipo              | G                | P                | %                | PD               | Casa             | Fuera            | Div              |                  |
| ------------------- | ---------------- | ---------------- | ---------------- | ---------------- | ---------------- | ---------------- | ---------------- | ---------------- |
| y-Indiana Pacers    | 56               | 26               | .683             | –                | 36–5             | 20–21            | 20–8             |                  |
| x-Charlotte Hornets | 49               | 33               | .598             | 7                | 30–11            | 19–22            | 20–8             |                  |
| x-Toronto Raptors   | 45               | 37               | .549             | 11               | 26–15            | 19–22            | 16–12            |                  |
| x-Detroit Pistons   | 42               | 40               | .512             | 14               | 27–14            | 15–26            | 16–12            |                  |
| x-Milwaukee Bucks   | 42               | 40               | .512             | 14               | 23–18            | 19–22            | 16–12            |                  |
| Cleveland Cavaliers | 32               | 50               | .390             | 24               | 22–19            | 10–31            | 8–20             |                  |
| Atlanta Hawks       | 28               | 54               | .341             | 28               | 21–20            | 7–34             | 11–17            |                  |
| Chicago Bulls       | 17               | 65               | .207             | 39               | 12–29            | 5–36             | 5–23             |                  |

## Estadísticas

### Temporada regular
| Jugador          | PJ | PT | MPP  | %TC  | %3P  | %TL   | RPP | APP | ROB | TPP | PPP  |
| ---------------- | -- | -- | ---- | ---- | ---- | ----- | --- | --- | --- | --- | ---- |
| Shawn Kemp       | 82 | 82 | 30.4 | 41.7 | 33.3 | 77.6  | 8.8 | 1.7 | 1.2 | 1.2 | 17.8 |
| Lamond Murray    | 74 | 72 | 32.0 | 45.1 | 36.7 | 76.1  | 5.7 | 1.8 | 1.4 | 0.5 | 15.9 |
| Bob Sura         | 73 | 45 | 30.4 | 43.7 | 36.7 | 69.7  | 3.9 | 3.9 | 1.2 | 0.3 | 13.8 |
| Andre Miller     | 82 | 36 | 25.5 | 44.9 | 20.4 | 77.4  | 3.4 | 5.8 | 1.0 | 0.2 | 11.1 |
| Brevin Knight    | 65 | 46 | 27.0 | 41.2 | 20.0 | 76.1  | 3.0 | 7.0 | 1.6 | 0.3 | 9.3  |
| Wesley Person    | 79 | 38 | 26.0 | 42.8 | 42.4 | 79.2  | 3.4 | 1.8 | 0.5 | 0.2 | 9.2  |
| Danny Ferry      | 63 | 3  | 21.0 | 49.7 | 44.0 | 91.2  | 3.8 | 1.1 | 0.3 | 0.4 | 7.3  |
| Andrew DeClercq  | 82 | 31 | 22.3 | 50.8 | 0.0  | 58.8  | 5.4 | 0.7 | 0.8 | 0.8 | 6.6  |
| Mark Bryant      | 75 | 50 | 22.8 | 50.3 | 0.0  | 80.9  | 4.7 | 0.8 | 0.4 | 0.4 | 5.7  |
| Cedric Henderson | 61 | 7  | 18.1 | 39.6 | 6.7  | 66.3  | 2.3 | 0.9 | 0.6 | 0.3 | 5.4  |
| Earl Boykins     | 25 | 0  | 10.1 | 47.3 | 40.0 | 78.3  | 1.0 | 1.8 | 0.5 | 0.0 | 5.3  |
| Trajan Langdon   | 10 | 0  | 14.5 | 37.5 | 42.1 | 100.0 | 1.5 | 1.1 | 0.5 | 0.0 | 4.9  |
| Ryan Stack       | 25 | 0  | 7.9  | 33.3 | 0.0  | 66.7  | 1.8 | 0.2 | 0.2 | 0.4 | 2.1  |
| Donny Marshall   | 6  | 0  | 6.5  | 27.3 | 0.0  | 83.3  | 0.2 | 0.0 | 0.3 | 0.0 | 1.8  |
| Kornel David     | 6  | 0  | 5.2  | 44.4 | 0.0  | 75.0  | 1.3 | 0.2 | 0.7 | 0.2 | 1.8  |
| Lari Ketner      | 16 | 0  | 5.7  | 40.9 | 0.0  | 60.0  | 1.7 | 0.0 | 0.2 | 0.1 | 1.5  |
| Mark Hendrickson | 10 | 0  | 4.7  | 71.4 | 0.0  | 100.0 | 1.1 | 0.3 | 0.2 | 0.1 | 1.2  |
| A.J. Bramlett    | 8  | 0  | 7.6  | 19.0 | 0.0  | 0.0   | 2.8 | 0.0 | 0.1 | 0.0 | 1.0  |
| Benoit Benjamin  | 3  | 0  | 2.7  | 33.3 | 0.0  | 0.0   | 0.3 | 0.0 | 0.0 | 0.3 | 0.7  |
| Pete Chilcutt    | 6  | 0  | 5.0  | 0.0  | 0.0  | 0.0   | 1.5 | 0.2 | 0.0 | 0.0 | 0.0  |

## Galardones y récords
| Jugador/Entrenador | Galardón                            |
| Andre Miller       | Mejor quinteto de rookies de la NBA |